# ウェイトフォーエイジクラシック
ウェイトフォーエイジクラシック（Weight for Age Classic）はニュージーランドのオタキ競馬場で開催される芝1600メートルの競馬の競走である。グループ制ではG1に類される。出走条件は3歳以上馬。
1986年の創設時は「OMRCテラスリージェンシーホテルWFA」の名称で10年ほど行われた。
その後3度の名称変更を経て、2011年からはハウヌイファームがスポンサーになって「ハウヌイファームWFAクラシック」の名称で行われている。
「WFA」は「Weight for Age」すなわち馬齢重量戦を意味する。

## 歴代優勝馬
- 2025  El Vencedor[1]
- 2024  La Crique[2]
- 2023  Levante[3]
- 2022  Mascarpone[4]
- 2021  Avantage[5]
- 2020  Avantage[6]
- 2019  Melody Belle[7]
- 2018  Devise[8]
- 2017  Kawi[9]
- 2016  Volkstok'n'barrell[10]
- 2015　Iamishwara [11]
- 2014　Nashville
- 2013　Nashville
- 2012　Veyron
- 2011　Keep the Peace
- 2010　Mufhasa
- 2009　Culminate
- 2008　Alamosa
- 2007　Sir Slick
- 2006　Darci Brahma
- 2005　Zvezda
- 2004　King's Chapel
- 2003　Critic
- 2002　No Mean City
- 2001　Star Satire
- 2000　Surface